# Giappone ai Giochi olimpici
Il Giappone ha partecipato per la prima volta ai Giochi olimpici nel 1912.
Il paese ha organizzato due edizioni dei Giochi estivi (Tokyo 1964 e Tokyo 2020) e due dei Giochi invernali (Sapporo 1972 e Nagano 1998).
Gli atleti giapponesi hanno vinto 543 medaglie ai Giochi olimpici estivi e 76 ai Giochi olimpici invernali.
Il Comitato Olimpico Giapponese, creato nel 1911, venne riconosciuto dal CIO nel 1912.

## Medaglieri

### Medaglie ai Giochi estivi
| Giochi                         | Oro              | Argento          | Bronzo           | Totale           |
| ------------------------------ | ---------------- | ---------------- | ---------------- | ---------------- |
| 1912 Stoccolma                 | 0                | 0                | 0                | 0                |
| 1920 Anversa                   | 0                | 2                | 0                | 2                |
| 1924 Parigi                    | 0                | 0                | 1                | 1                |
| 1928 Amsterdam                 | 2                | 2                | 1                | 5                |
| 1932 Los Angeles               | 7                | 7                | 4                | 18               |
| 1936 Berlino                   | 6                | 4                | 8                | 18               |
| 1948 Londra                    | non partecipante | non partecipante | non partecipante | non partecipante |
| 1952 Helsinki                  | 1                | 6                | 2                | 9                |
| 1956 Melbourne                 | 4                | 10               | 5                | 19               |
| 1960 Roma                      | 4                | 7                | 7                | 18               |
| 1964 Tokyo (nazione ospitante) | 16               | 5                | 8                | 29               |
| 1968 Città del Messico         | 11               | 7                | 7                | 25               |
| 1972 Monaco                    | 13               | 8                | 8                | 29               |
| 1976 Montréal                  | 9                | 6                | 10               | 25               |
| 1980 Mosca                     | non partecipante | non partecipante | non partecipante | non partecipante |
| 1984 Los Angeles               | 10               | 8                | 14               | 32               |
| 1988 Seul                      | 4                | 3                | 7                | 14               |
| 1992 Barcellona                | 3                | 8                | 11               | 22               |
| 1996 Atlanta                   | 3                | 6                | 5                | 14               |
| 2000 Sydney                    | 5                | 8                | 5                | 18               |
| 2004 Atene                     | 16               | 9                | 12               | 37               |
| 2008 Pechino                   | 9                | 6                | 11               | 26               |
| 2012 Londra                    | 7                | 14               | 17               | 38               |
| 2016 Rio                       | 12               | 8                | 21               | 41               |
| 2020 Tokyo (nazione ospitante) | 27               | 14               | 17               | 58               |
| 2024 Parigi                    | 20               | 12               | 13               | 45               |
| Totale                         | 189              | 160              | 194              | 543              |

### Medaglie ai Giochi invernali
| Giochi                           | Oro              | Argento          | Bronzo           | Totale           |
| -------------------------------- | ---------------- | ---------------- | ---------------- | ---------------- |
| 1928 St. Moritz                  | 0                | 0                | 0                | 0                |
| 1932 Lake Placid                 | 0                | 0                | 0                | 0                |
| 1936 Garmisch-Partenkirchen      | 0                | 0                | 0                | 0                |
| 1948 St. Moritz                  | non partecipante | non partecipante | non partecipante | non partecipante |
| 1952 Oslo                        | 0                | 0                | 0                | 0                |
| 1956 Cortina d'Ampezzo           | 0                | 1                | 0                | 1                |
| 1960 Squaw Valley                | 0                | 0                | 0                | 0                |
| 1964 Innsbruck                   | 0                | 0                | 0                | 0                |
| 1968 Grenoble                    | 0                | 0                | 0                | 0                |
| 1972 Sapporo (nazione ospitante) | 1                | 1                | 1                | 3                |
| 1976 Innsbruck                   | 0                | 0                | 0                | 0                |
| 1980 Lake Placid                 | 0                | 1                | 0                | 1                |
| 1984 Sarajevo                    | 0                | 1                | 0                | 1                |
| 1988 Calgary                     | 0                | 0                | 1                | 1                |
| 1992 Albertville                 | 1                | 2                | 4                | 7                |
| 1994 Lillehammer                 | 1                | 2                | 2                | 5                |
| 1998 Nagano (nazione ospitante)  | 5                | 1                | 4                | 10               |
| 2002 Salt Lake City              | 0                | 1                | 1                | 2                |
| 2006 Torino                      | 1                | 0                | 0                | 1                |
| 2010 Vancouver                   | 0                | 3                | 2                | 5                |
| 2014 Soči                        | 1                | 4                | 3                | 8                |
| 2018 Pyeongchang                 | 4                | 5                | 4                | 13               |
| 2022 Pechino                     | 3                | 6                | 9                | 18               |
| Totale                           | 17               | 28               | 31               | 76               |